# Emmett Chapman
Pour les articles homonymes, voir Chapman.
Emmett Chapman, né le 28 septembre 1936 à Santa Barbara (Californie) et mort le 1er novembre 2021 à Los Angeles, est un musicien américain de jazz connu comme l'inventeur du Chapman Stick et auteur d'une méthode de tapping à deux mains.

## Biographie
À l'origine guitariste, Emmett Chapman effectue ses premiers enregistrements à la fin des années 1960. Il joue avec Barney Kessel, Tim Buckley, puis forme son propre groupe pour partir en tournée.
À la fin de la décennie, il commence à modifier ses guitares pour faciliter son jeu en tapping. Depuis les années 1950, plusieurs guitaristes pratiquent le tapping à deux mains, mais Emmett Chapman n'est pas à l'aise avec la position classique où les doigts sont perpendiculaires au manche. Il redresse son instrument et met ses mains en opposition afin d'avoir les doigts parallèles aux frettes. Cela débouche sur la création du Chapman Stick en 1974.
En 1985, Emmett Chapman sort un album solo, Parallel Galaxy, où le Stick est accompagné d'une batterie, d'un harmonica et d'une voix. D'après lui, son influence principale sur cet album est John McLaughlin. Une des chansons, Back Yard, est utilisée pour la bande originale du film Dune de 1984, réalisé par Alan Smith. On retrouve même le Stick dans une version dorée dans le roman de Dune.
En 1987, Emmett Chapman sort une vidéo live intitulée Hands Across The Board. Ensuite, il continue de donner des concerts et à produire des instruments dans la région de Los Angeles.
Il meurt le 1er novembre 2021 à Los Angeles des suites d'un cancer.